# Gare de Tassin
La gare de Tassin est une gare ferroviaire française gérée par la SNCF et située sur la commune de Tassin-la-Demi-Lune, dans la métropole de Lyon.
La ville de Tassin compte deux gares, avec celle nommée Gare d'Écully-la-Demi-Lune.

## Situation ferroviaire
Elle est située au croisement de la ligne de Lyon à Montbrison et de celle de Paray-le-Monial à Givors-Canal, deux lignes reprises en partie par le service TER Auvergne-Rhône-Alpes. Mais la portion vers Givors n'est plus desservie depuis cette gare et le projet de Tram-train n'étant pas réalisé en totalité, la ligne TER de Lozanne à Lyon Saint-Paul trouve dorénavant son terminus à Tassin.

Projet du Tram-train de l'Ouest Lyonnais, le tronçon vers Lozanne n'a finalement pas été intégré.

La Gare de Tassin est située entre les gares d'Écully-la-Demi-Lune et du Méridien à Charbonnières-les-bains sur la ligne du Tram-train de l'Ouest Lyonnais, ancienne ligne de Lyon Saint Paul à Montbrison. Elle est aussi terminus de la ligne TER vers Lozanne avant la gare des Flachères aussi à Charbonnières-les-bains.

## Fréquentation
Selon les estimations de la SNCF, la fréquentation annuelle de la gare s'élève aux nombres indiqués dans le tableau ci-dessous.
| Année                     | 2015    | 2016    | 2017    | 2018    | 2019    | 2020    | 2021    | 2022    |
| ------------------------- | ------- | ------- | ------- | ------- | ------- | ------- | ------- | ------- |
| Voyageurs                 | 233 574 | 260 525 | 275 060 | 264 550 | 270 869 | 217 013 | 248 283 | 278 685 |
| Voyageurs + Non voyageurs | 291 967 | 325 656 | 343 825 | 330 688 | 338 586 | 271 267 | 310 354 | 348 356 |

## Histoire
La première gare de 1876 desservait uniquement la ligne de Lyon à Montbrison et était située en hauteur, sur le talus actuellement occupé par le cinéma associatif, Le Lem. Elle est légèrement déplacée en 1902 vers l'actuel emplacement.
Le bâtiment voyageur, situé en impasse au centre bourg de la commune de Tassin, date de 1903.
Puis en 1906 et 1910 la gare s'agrandit les quais passent de 2 à 4 pour l'ouverture de la ligne de Paray-le-Monial à Givors-Canal.

## Service des voyageurs

### Accueil
La gare dispose d'un guichet ouvert du lundi au vendredi sauf jours fériés. La gare de Tassin comporte également le PRCI gérant la circulation ferroviaire de tout le périmètre Ouest Lyonnais.

### Desserte
La gare est desservie par les trams-trains de l'Ouest Lyonnais de la relation entre Lyon-Saint-Paul et Sain-Bel ainsi que par les TER Auvergne-Rhône-Alpes reliant Tassin à Lozanne.

Installations
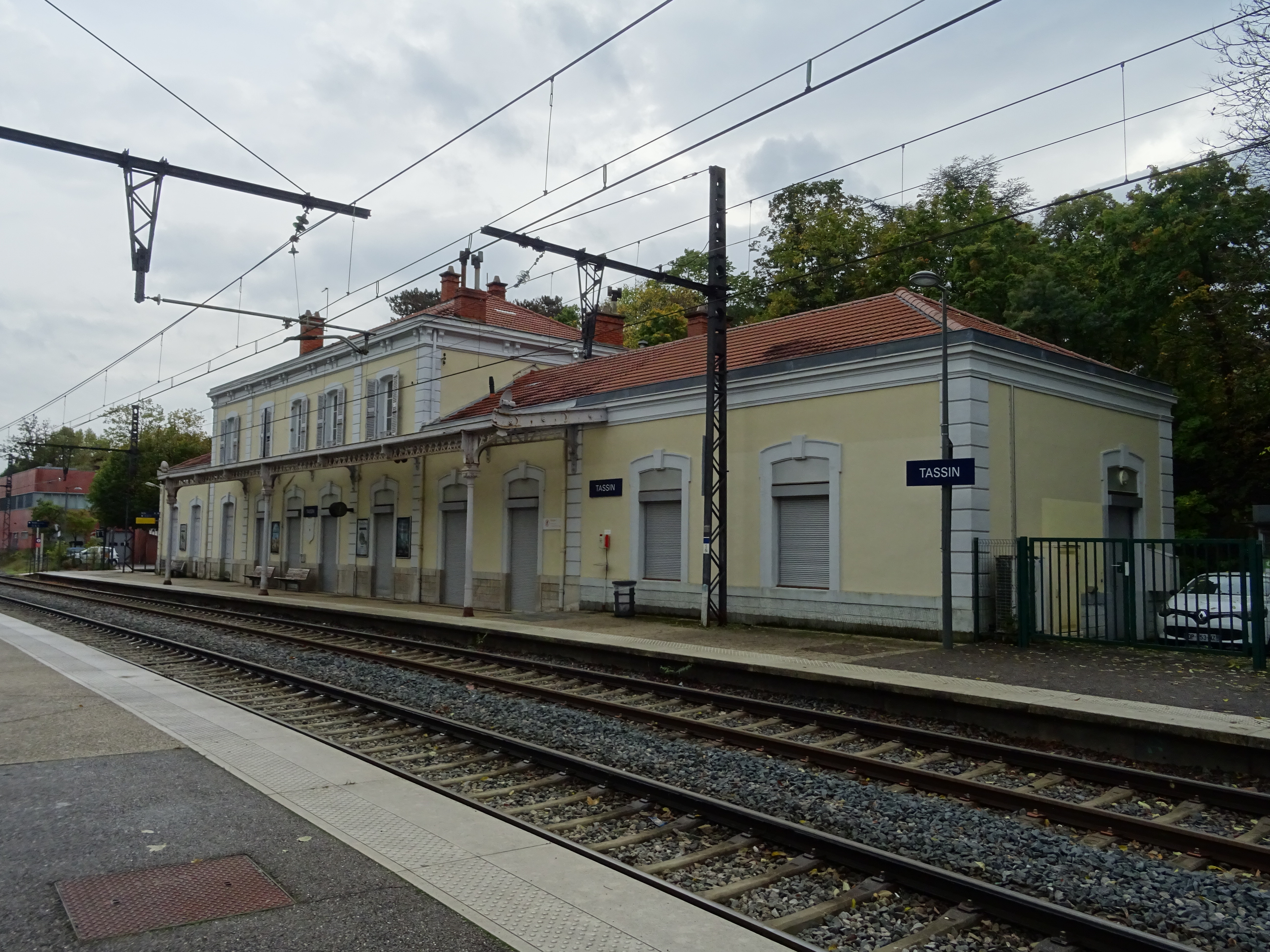
Le bâtiment voyageurs, le long des voies du tram-train Lyon-Saint-Paul - Sain-Bel.
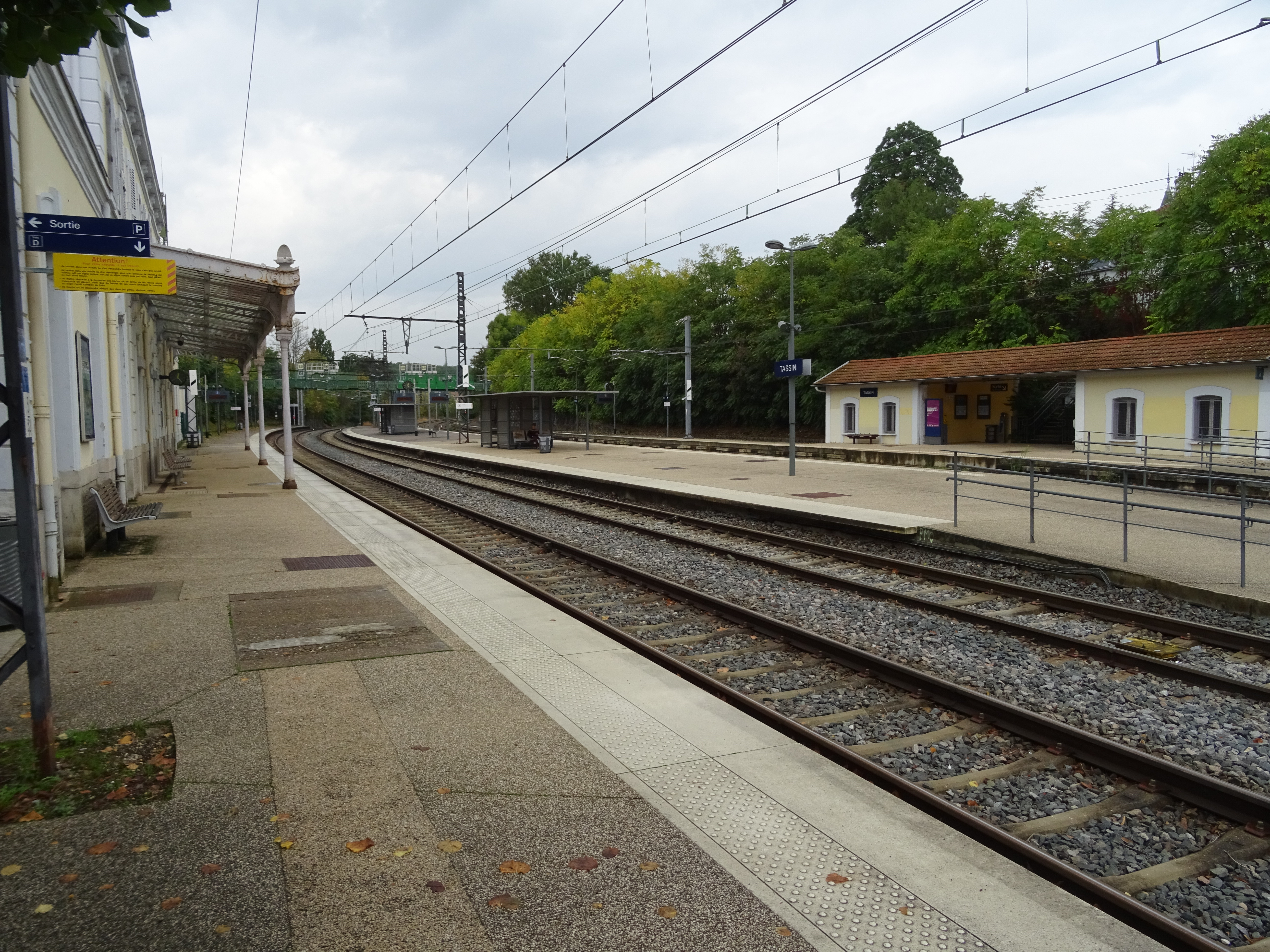
Quai en direction de Sain-Bel.
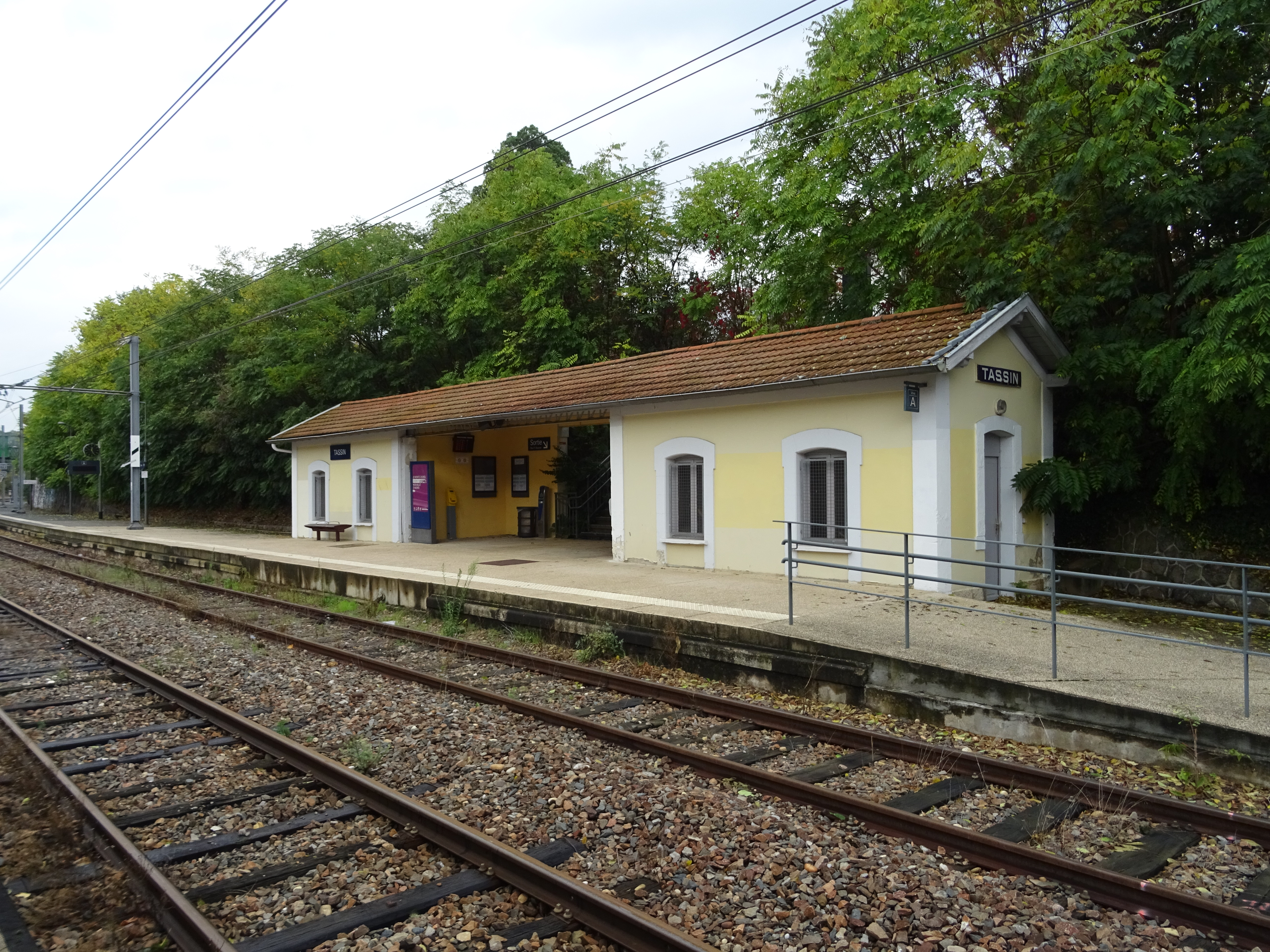
Abri pour les voyageurs sur l'un des deux quais en direction de Lozanne.